# Hans Fleming

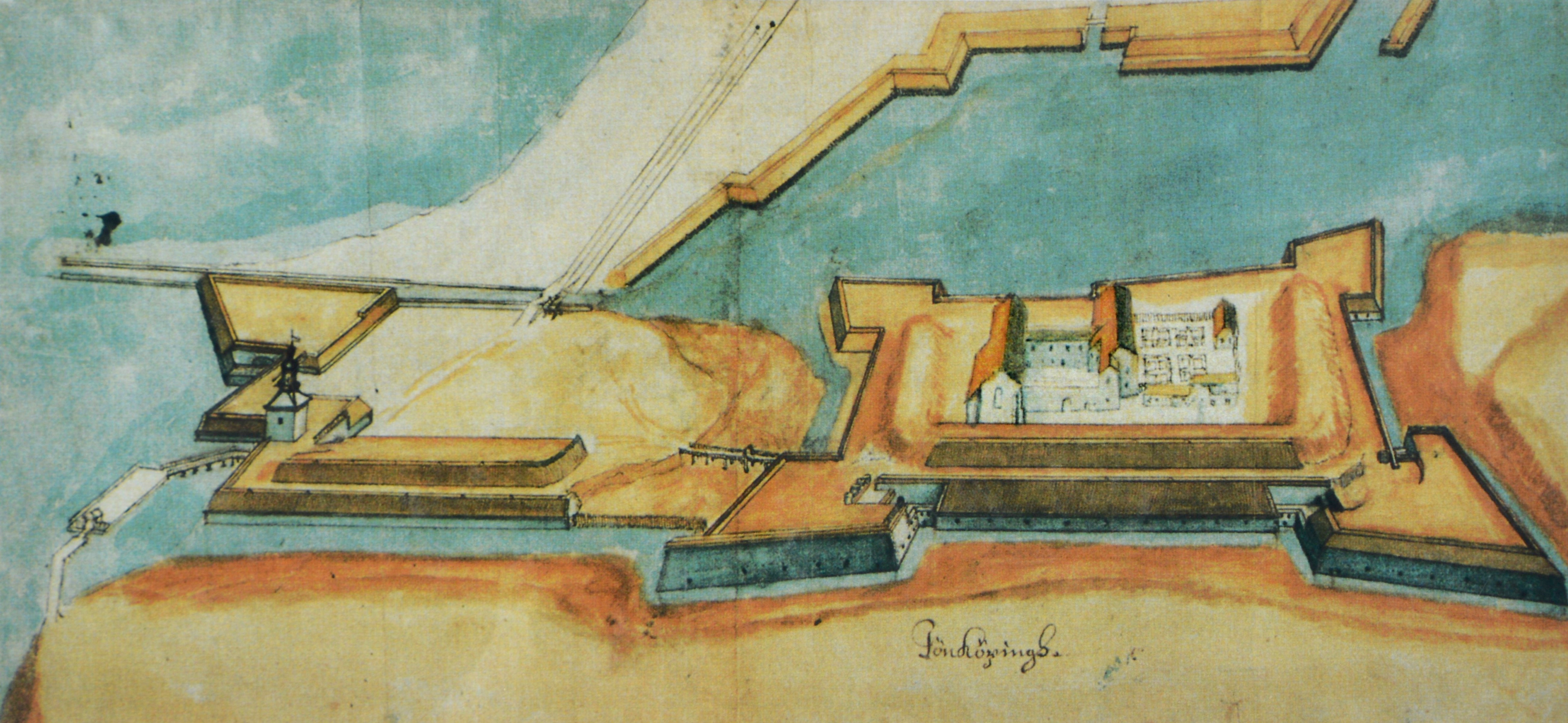
Perspektivritning av Jönköpings slott från 1617, gjord av Hans Fleming

Hans Fleming, född omkring 1545 i Namur, död 1623, var en nederländsk fästningsbyggare och arkitekt, till stor del verksam i Sverige.
Hans Fleming, som på 1560-talet var verksam i Lübeck, inkallades av Johan III till Sverige och blev 11 augusti 1590 byggmästare på Vadstena slott samt fick 1603 inseende även över Jönköpings slottsbyggnad och 1605 tillika över Älvsborg, Gullberg, Nylöse och det nyanlagda Karl IX:s Göteborg. Redan 1603 hade Fleming dock tillkallats för att bestämma, vad som borde byggas på Älvsborg och Gullberg, och i början av följande år hade han utstakat den nya staden på Hisingen, till vilken han uppgjort ritning, liksom även till dess befästning, men sistnämnda ritning blev dock ej följd, utan kungen godkände med en del ändringar i stället en, som uppgjorts av holländaren de Kemp, som därefter blev byggmästare i Göteborg 1607. 
Hans Fleming återfick emellertid överinseendet över sistnämnda stads- och fästningsbyggnad 1610. År 1613 erhöll han ny beställning som byggmästare i Jönköping och uppgjorde nu ritning till ny stad där samt till stadsbefästning, och sedan den förra gillats av kungen, utstakade Fleming staden och utdelade dess tomter samt övervakade sedan bebyggandet; även Flemings fästningsritning godkändes med någon ändring, varefter befästningsarbetena påbörjades. Han utarbetade även ritningar till Jönköpings slott och dess förborg samt 1620 ny ritning till staden, vilken senare därefter stadfästes; och slutligen hade han även att göra med nya Göteborgs anläggande. Under tiden hade Fleming 1613 varit hertig Johan behjälplig med Johannisborgs anläggande och 1617 fått byggmästarbeställning även för Kalmar slott och Borgholms slott jämte rätt till stenhuggeri på Öland och till utskeppning därifrån även till utrikes orter. Han levererade sedermera stenhuggeriarbeten till trappor och portaler, bland annat till Vaxholms fästning och slottet Tre Kronor i Stockholm. 
Fleming; som redan 1612 kallas "Hans Gamal", avled 1623.